# 糸川耀士郎
糸川 耀士郎（日语：いとかわ ようじろう，1993年5月28日—）日本男演員、聲優。島根縣出身。身高170cm。他曾是劇団番町ボーイズ☆的一員。

## 演出作品

### 電視動畫
- 月歌。 THE ANIMATION（2016年9月14日） - 工作人員
- 群青的開幕曲（2022年4月2日 - 6月25日） - 京力秋樹[4]

### 網路動畫
- 迪士尼 扭曲仙境 動畫版（2025年10月） - Rook Hunt[5]

### 遊戲
- 迪士尼 扭曲仙境（2020年3月18日） - Rook Hunt

## 外部連結
- 糸川耀士郎 OFFICIAL SITE （页面存档备份，存于）（日語）
- 糸川 耀士郎 （页面存档备份，存于） -  Sony Music Entertainment公式（日語）
- 糸川耀士郎的X（前Twitter）（日語）
- 糸川耀士郎的Instagram帳戶（日語）
- 糸川耀士郎公式チャンネル「Yoh-ch.」 （页面存档备份，存于） - Niconico頻道（日語）
- 糸川耀士郎 マネージャー的X（前Twitter）（日語）